# MAX맨
《MAX맨》(MAXマン)은 쾌걸 근육맨 2세에 등장하는 초인이다.

## 프로필
- 출신 : 미국
- 신장 : 217cm
- 체중 : 154kg
- 초인강도 : 115만 파워

## 소개
성우는 이나다 테츠/홍범기.

## 행적
케빈마스크와 같이 다니는 악의초인 3인조 중의 하나로 근육 만타로가 텔텔보이 다음으로 상대한 운동화의 모습을 하고 운동화로 변신하는 초인. 근육 만타로가 기절한 척 하는 동안 세이우친이 대신 싸우나 세이우친은 결국 패배. 근육 만타로가 처음으로 우정의 힘을 느껴서 기합을 얻고 싸우지만 그때 미트는 그의 눈빛이 스니게이터의 눈빛과 닮아서 공포를 느꼈다. 미트가 공포를 느끼자 어쩔 줄 몰라하는 근육 만타로도 그의 공포를 느껴서 맥스맨의 운동화를 핥으면서 시합을 포기하려는 순간. 세이우친의 우정의 힘을 다시 기억하게 되고 그의 공포를 극복하면서 결벽증이 있는 맥스맨이 제일 싫어하는 약점을 알아버리고 의식을 잃은 척하고, 필살기를 받으려는 순간 똥을 누고 피하면서 맥스맨의 운동화가 똥 위에 낙하해버려서 맥스맨은 겁에 질리는 바람에 결국 미트의 지시를 받은 근육 만타로의 필살기를 받고 패배.